# Denis George Browne
Denis George Browne (Auckland, 21 settembre 1937 – Auckland, 1º settembre 2024) è stato un vescovo cattolico neozelandese.

## Biografia
Denis George Browne nacque ad Auckland il 21 settembre 1937.
Frequentò la scuola elementare St. Michael a Remuera, e successivamente frequentò il St Peter's College a Epsom, sobborgo di Auckland, gestito dai Fratelli Cristiani. Completò poi gli studi presso l'Holy Name Seminary a Christchurch, gestito dai Gesuiti, e presso l'Holy Cross College a Mosgiel, vicino a Dunedin, gestito vincenziani.
Fu ordinato presbitero il 30 giugno 1962 dall'arcivescovo James Michael Liston nella cattedrale di San Patrizio. Dopo l'ordinazione, svolse il suo servizio pastorale a Gisborne dal 1963 al 1968. Fu poi trasferito a Papatoetoe, sobborgo di Auckland, dal 1968 al 1971 e a Remuera dal 1972 al 1975. Venne poi inviato a Tonga nel periodo tra 1975 e il 1977.
Il 21 marzo 1977 papa Paolo VI lo nominò vescovo di Rarotonga. Ricevette l'ordinazione episcopale il 29 giugno successivo per imposizione delle mani del vescovo John Rodgers, nella cattedrale di San Patrizio ad Auckland.
Cinque anni dopo, il 6 giugno 1983, papa Giovanni Paolo II lo nominò vescovo di Auckland. Prese possesso della diocesi il 24 agosto seguente.
Dopo aver retto la diocesi per 11 anni, sempre papa Giovanni Paolo II lo nominò vescovo di Hamilton in Nuova Zelanda il 19 dicembre 1994.
Durante gli anni del suo ministero, fu presidente della Federazione delle conferenze dei vescovi cattolici dell'Oceania dal 2002 al 2006 e presidente della Conferenza episcopale della Nuova Zelanda dal 2003 al 2012.
Fondò la St Thomas More Catholic School nel 2001 e l'Aquinas College a Tauranga nel 2003.
Nel 1990 fu insignito della New Zealand 1990 Commemoration Medal e nel 2001 ricevette l'Ordine al merito della Nuova Zelanda nel 2001 per i servigi resi alla comunità. Nel 2016 ricevette la laurea honoris causa dall'Università del Waikato.
Si ritirò per raggiunti limiti e superati limiti d'età il 22 novembre 2014 e morì ad Auckland il 1º settembre 2024, venti giorni prima di compiere 87 anni.

## Genealogia episcopale e successione apostolica
La genealogia episcopale è:
- Cardinale Scipione Rebiba
- Cardinale Giulio Antonio Santori
- Cardinale Girolamo Bernerio, O.P.
- Arcivescovo Galeazzo Sanvitale
- Cardinale Ludovico Ludovisi
- Cardinale Luigi Caetani
- Cardinale Ulderico Carpegna
- Cardinale Paluzzo Paluzzi Altieri degli Albertoni
- Papa Benedetto XIII
- Papa Benedetto XIV
- Papa Clemente XIII
- Cardinale Marcantonio Colonna
- Cardinale Giacinto Sigismondo Gerdil, B.
- Cardinale Giulio Maria della Somaglia
- Cardinale Carlo Odescalchi, S.I.
- Cardinale Costantino Patrizi Naro
- Cardinale Serafino Vannutelli
- Cardinale Domenico Serafini, Cong. Subl. O.S.B.
- Cardinale Pietro Fumasoni Biondi
- Arcivescovo Filippo Bernardini
- Cardinale Norman Gilroy
- Cardinale Peter Thomas McKeefry
- Vescovo John Rodgers, S.M.
- Vescovo Denis George Browne

La successione apostolica è:
- Vescovo Robin Walsh Leamy, S.M. (1984)
- Vescovo Patrick James Dunn (1994)
- Vescovo Stephen Marmion Lowe (2015)